# Cristina Nóbrega
Cristina Nóbrega (* 23. Februar 1967 in Lissabon) ist eine portugiesische Fado-Sängerin.

## Leben und Ausbildung
Nóbrega wurde in Lissabon geboren und wuchs dort auf. Im Jugendalter erhielt sie eine künstlerische Ausbildung an der Tanz- und Musikschule des Nationalen Konservatoriums der Stadt. Trotz aller musikalischen Ambitionen studierte Nóbrega erfolgreich Wirtschaftswissenschaften an der Universität Lissabon. Danach arbeitete sie in Madrid bei einem internationalen Telekommunikationsunternehmen.

## Fado-Sängerin
Nóbrega blieb dem Fado verbunden. Schon während des Studiums sang sie privat für Freunde oder in Fado-Clubs. Am 14. September 2008 debütierte sie in der "White Night" auf Einladung des Círculo de Bellas Artes, Madrid. Im selben Jahr veröffentlichte sie auch ihren ersten Tonträger „Palavras Do Meu Fado“. Die Liedtexte basieren auf Gedichten von Autoren wie Homem de Mello, David Mourão-Ferreira, Ary dos Santos und Luís de Camões. Nobrega tritt auf der ganzen Welt auf und singt den Fado neben portugiesisch auch in englisch, spanisch und französischer Sprache.

## Auszeichnungen
- Preis der Stiftung Amália Rodrigues, 2009[3]

## Diskografie
- Palavras Do Meu Fado, 2008
- Retratos, 2010
- Um Fado Para Fred Astaire, 2013
- Cristina Nóbrega Live at Mosteiro dos Jerónimos, 2013
- Cristina Nóbrega ao vivo no Chiado, 2015